# Трибуна (газета)
«Трибуна» — непартійний щоденник політичного і суспільно-громадського життя, виходив у Києві з середини грудня 1918 р. до 3 лютого 1919 р. (наклад — 7-15 тис.), з паралельним російськомовним виданням «рос. Столичный голос» (5-7 тис.).
Видавець — Захар Біський, головний редактор О. Саліковський; серед співробітників були С. Єфремов, О. Ковалевський, С. Петлюра, В. Саловський, Л. Старицька-Черняхівська, П. Стебницький, Н. Суровцева.
Мала добре організовану мережу кореспондентів і на свій час була одним з найкращих щоденників.